# FBC: Firebreak
FBC: Firebreak é um videogame de tiro em primeira pessoa desenvolvido e publicado pela Remedy Entertainment. Ambientado algum tempo depois dos eventos de Control, o filme acompanha uma unidade especial de soldados chamada Firebreak. Será o primeiro jogo multijogador da Remedy e estava previsto para ser lançado em 17 de junho de 2025 para PlayStation 5, Xbox Series X/S e Windows.

## Jogabilidade
FBC: Firebreak é um jogo de tiro em primeira pessoa, jogador versus ambiente. baseado em equipe, no qual um grupo de três jogadores deve se aventurar na Casa Mais Antiga para derrotar inimigos infectados pelo Hiss. O jogo se passa após os eventos de Control.

## Desenvolvimento e promoção
O projeto foi anunciado em junho de 2021 sob o codinome "Condor" em um comunicado à imprensa pela Remedy Entertainment. A intenção era que fosse co-publicado e desenvolvido pela 505 Games, a editora do primeiro jogo Control. Em fevereiro de 2024, a Remedy Entertainment anunciou que comprou os direitos da franquia Control, incluindo os direitos de publicação do jogo, da 505 Games por € 17 milhões. Em abril de 2024, a Remedy confirmou que o orçamento inicial do jogo foi de € 25 milhões. Também foi confirmado que é pay-to-play, ao contrário de muitos outros jogos multijogador. Comentando sobre a natureza do jogo, o diretor do jogo Mike Kayatta disse que FBC "não foi projetado para ser algum tipo de Control menor e menor. FBC: Firebreak é algo próprio e totalmente formado".
FBC: Firebreak foi revelado durante a prévia do Xbox Partner em outubro de 2024. Um trailer de gameplay foi lançado em março de 2025, junto com mais detalhes sobre a falta de aspectos do serviço ao vivo. A Remedy disse que o jogo foi projetado para ser fácil de aprender e jogar, sem check-ins diários, passes de batalha ou outros elementos que impeçam o jogador de perder o jogo.
O jogo estava programado para ser lançado em 17 de junho de 2025 para Windows PC, PlayStation 5 e Xbox Series X e Series S como um título de "preço médio", com conteúdo pós-lançamento sem custo adicional. Ele será lançado no lançamento para assinantes da PlayStation Plus e do Xbox Game Pass. Este também será o primeiro jogo multijogador da Remedy e seu primeiro jogo autopublicado.